# G타워 (인천)
G타워(영어: G-Tower)는 대한민국 인천광역시 연수구 송도국제도시의 센트럴파크 내부에 자리 잡고 있는 타워로 2013년 완공되었으며, 송도가 아시아 최초로 유치한 UN 국제기구 본사 중 대표적으로 GCF(녹색기후기금)가 입주해 있다. 또 GCF의 형제격인 GGGI 등 여러 환경 보호 관련 국제기구 사무국들도 함께 입주해 있다.

## 역사
2009년부터 UN산하 국제기구 유치를 위해 1,800억원을 들여 3년에 걸쳐 시공 후 준공하였다. 본래 이 건축물의 명칭은 아이타워(I-Tower)였고 2013년까지 ‘아이타워’로 불렸으나 명칭 사용에 현대산업개발과의 상표권 문제 등이 있었고 마침 GCF(녹색기후기금) 유치를 위해 유럽 여러 도시들과의 경쟁 이후 최종적으로 송도에 유치 확정되었는데 그 후 GCF의 앞글자를 따와 그 해 6월에 G타워로 명칭을 바꾸었다. 2015년 3월에는 최상층인 33층에 송도국제도시 및 인천경제자유구역(송도, 청라, 영종)의 개발 및 성과를 일반인 방문객, 투자자에게 안내하는 IFEZ 홍보관을 개관하였다.

## 시설

### 주요 시설

#### IFEZ(인천경제자유구역) 홍보관 전망대
G타워 전망대는 IFEZ(인천경제자유구역) 홍보관 전망대이며 지상 33층에 위치하고 있다. 건물 옥상에 현재 출입이 가능하다. 그곳에서 송도국제도시를 볼 수 있고 야경에도 다 보인다. 2020년도에는 코로나로 일시휴관하였다.

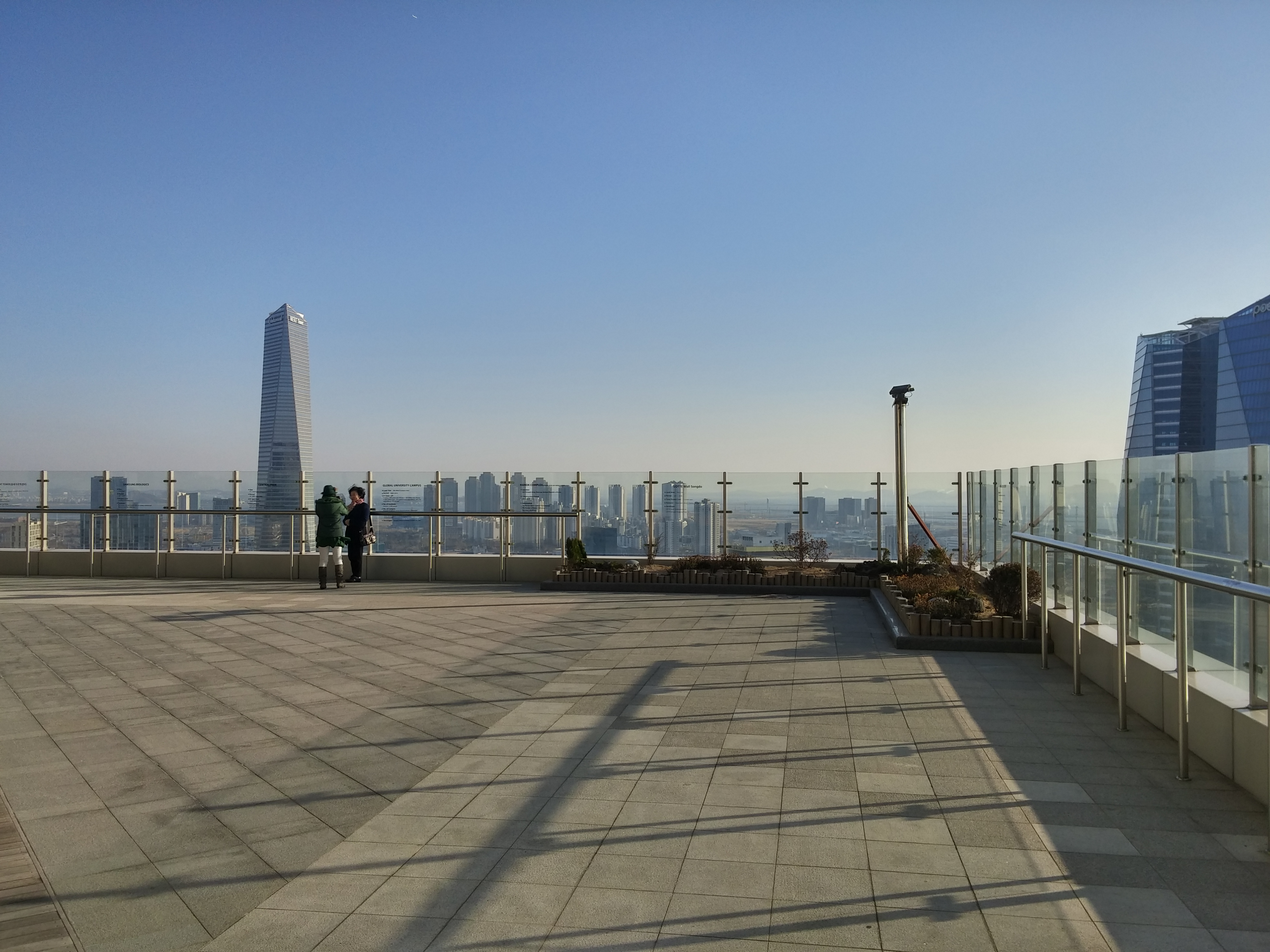
동북아무역타워가 보이는 G타워 전망대. (1)
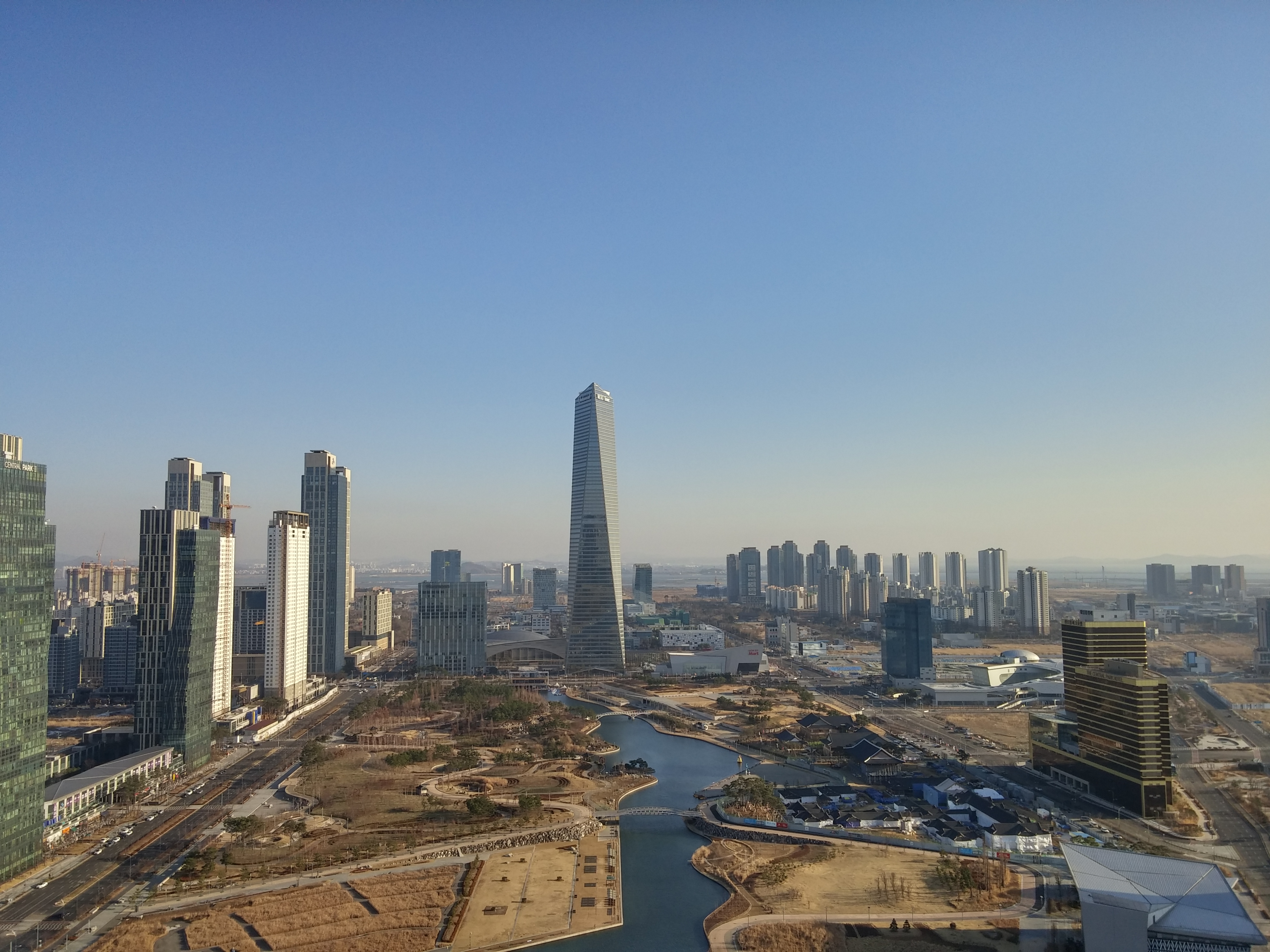
동북아무역타워가 보이는 G타워 전망대. (2)
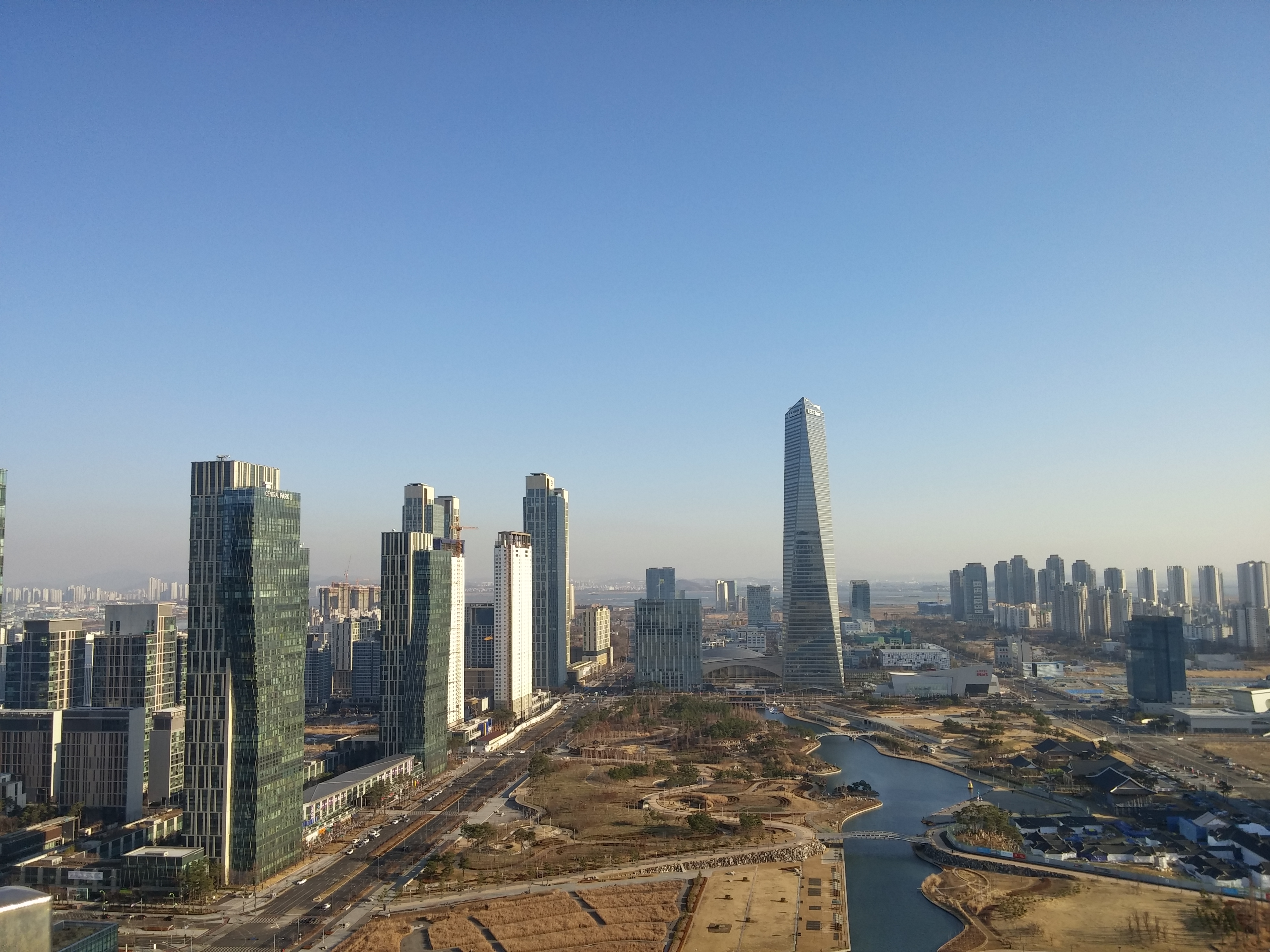
동북아무역타워가 보이는 G타워 전망대. (3)
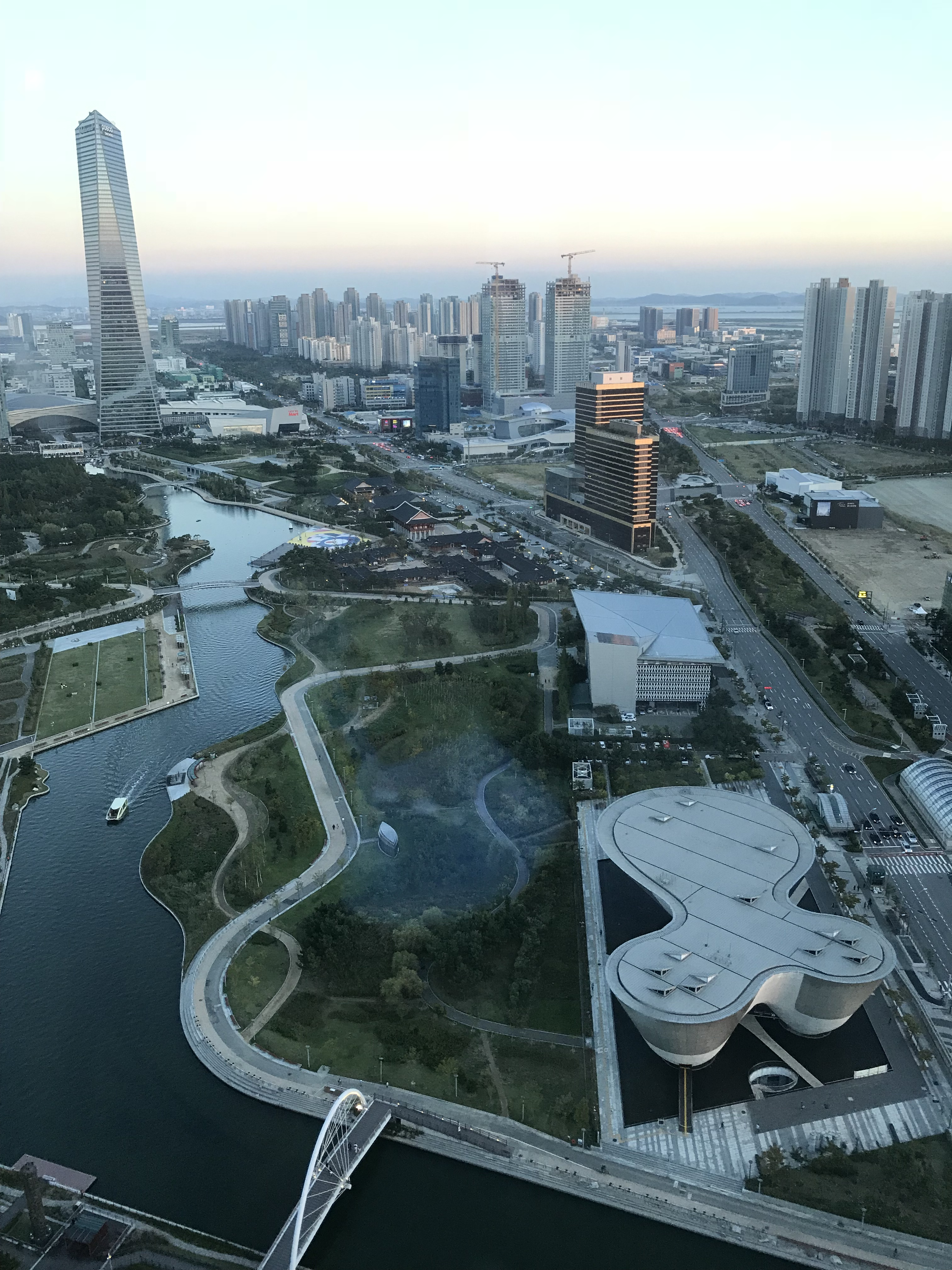
천문대에서 도시의 전망이다.

#### 하늘정원
29층에는 하늘정원(Sky Garden)이 있는데 건물의 입면 특징상 테라스처럼 180도가 오픈돼있어 송도 국제업무지구와 송도 센트럴파크, 인천대교, 서해바다 등을 조망할 수 있다.

### 내부 시설
다음은 G타워의 내부 시설이다. 시설은 사무실이 대부분에 있으며 33층에는 전망대가 있다. 또 송도 개발을 총괄하는 인천경제자유구역청 역시 입주해 있다.
| 층수                | 시설 |
| ------------------- | --- |
| 33층                | 인천광역시 산하 공공청사, IFEZ(인천경제자유구역) 홍보관 전망대                                                           |
| 32층                | 투자상담실, 이코포룸(VIP홀), 레스토랑 르씨암                                                                             |
| 31층                | 청장실, 차장실, 옴브즈만                                                                                                 |
| 30층                | 인천광역시 투자전략기획과, 인천광역시 신성장산업유치과, 인천광역시 기반서비스산업유치과, 인천광역시 전략서비스산업유치과 |
| 29층                | 하늘정원, 직원식당, 전산교육장                                                                                           |
| 28층                | 기자실, 중회의실, 인천광역시 공보문화과, 인천광역시 U-CITY과, 인천광역시 기획정책과                                      |
| 27층                | 용유무의개발과, 송도기반과, 전략사업지원담당관실, 대회의실                                                               |
| 26층                | 어학실, 인천광역시 개발계획총괄과, 인천광역시 환경녹지과, 감사장                                                         |
| 25층                | 도시건축관리과, 영종청라개발과, 건축서고, 지적서고                                                                       |
| 24층                | 세계 선거 기관 협의회 (A-WEB)                                                                                            |
| 23층                | UN 글로벌녹색성장기구 (GGGI)                                                                                             |
| 22층                | 인천광역시 투자유치담당관실, 인천광역시 국제협력관실, 인천광역시 투자유치단장실, 인천광역시 국제관계대사실               |
| 21층                | 인천 U-CITY |
| 20층                | 인천아트센터 |
| 18층                | 황해광역해양생태계사무국                                                                                                 |
| 15층                | GE 파트너스 |
| 9층 ~ 15층          | UN 녹색기후기금 본 사무국 (GCF)                                                                                          |
| 8층                 | 국제회의실, 회의실 |
| 6 ~ 7층             | UN 아시아태평양경제사회위원회 동북아사무소 (UNESCAP)                                                                     |
| 5층                 | UN 아태정보통신원 (UNAPCICT)                                                                                             |
| 4~5층               | UN 재난위험경감사무국 동북아사무소 및 국제교육훈련연수원(UNDRR)                                                          |
| 3층                 | UN국제기구, UN 국제상거래법 위원회 아태사무소 (UNCITPRAL), 철새이동경로 파트너십 사무국 (EAAFP)                          |
| 1층 ~ 2층           | 로비 |
| 지하 2층 ~ 지하 1층 | 지하주차장 |

## 사건
2018년 1월 4일 29층 하늘정원 전망대에서 투신 사건이 발생했다. 경찰은 29층 야외전망대에서 숨진 것을 확인했다.

## 대중문화

### TV 프로그램
- 슈퍼맨이 돌아왔다에도 나온 적이 있다. G타워의 촬영장소는 송도국제도시다.

### 드라마
- 그녀는 예뻤다에서 모스트 사무실 건물로 나온다.
- 태양의 후예에 G타워의 아래 건물이 나온다.
- 38사기동대의 G타워의 아래 건물이 나온다.
- THE K2의 G타워의 아래 건물이 나온다.
- 돈꽃에 나온다.
- 착한마녀전에서 동해항공 본사로 나온다.
- 2018년에 방영된 OCN 드라마 플레이어에 G타워가 나온다.
- 이태원 클라쓰에 G타워의 아래 건물이 나온다.

### 영화
- 점프샷에 나온다.
- 2018년에 개봉한 일본 영화 명탐정 코난: 제로의 집행인에 나온다.

### 게임
- 테일즈샵 게임 썸썸 편의점에 나온다.

## 갤러리

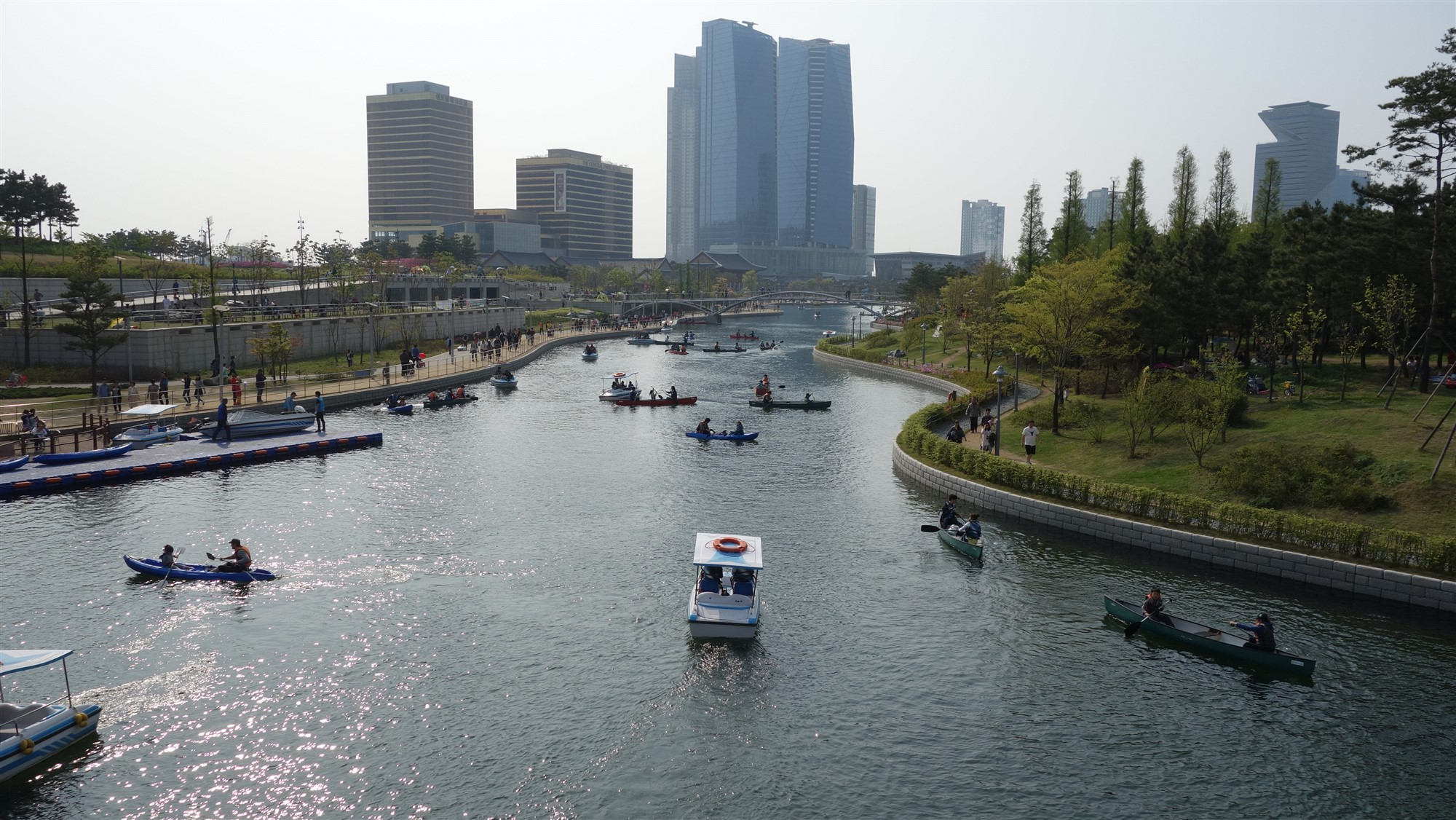
2015년 4월 26일
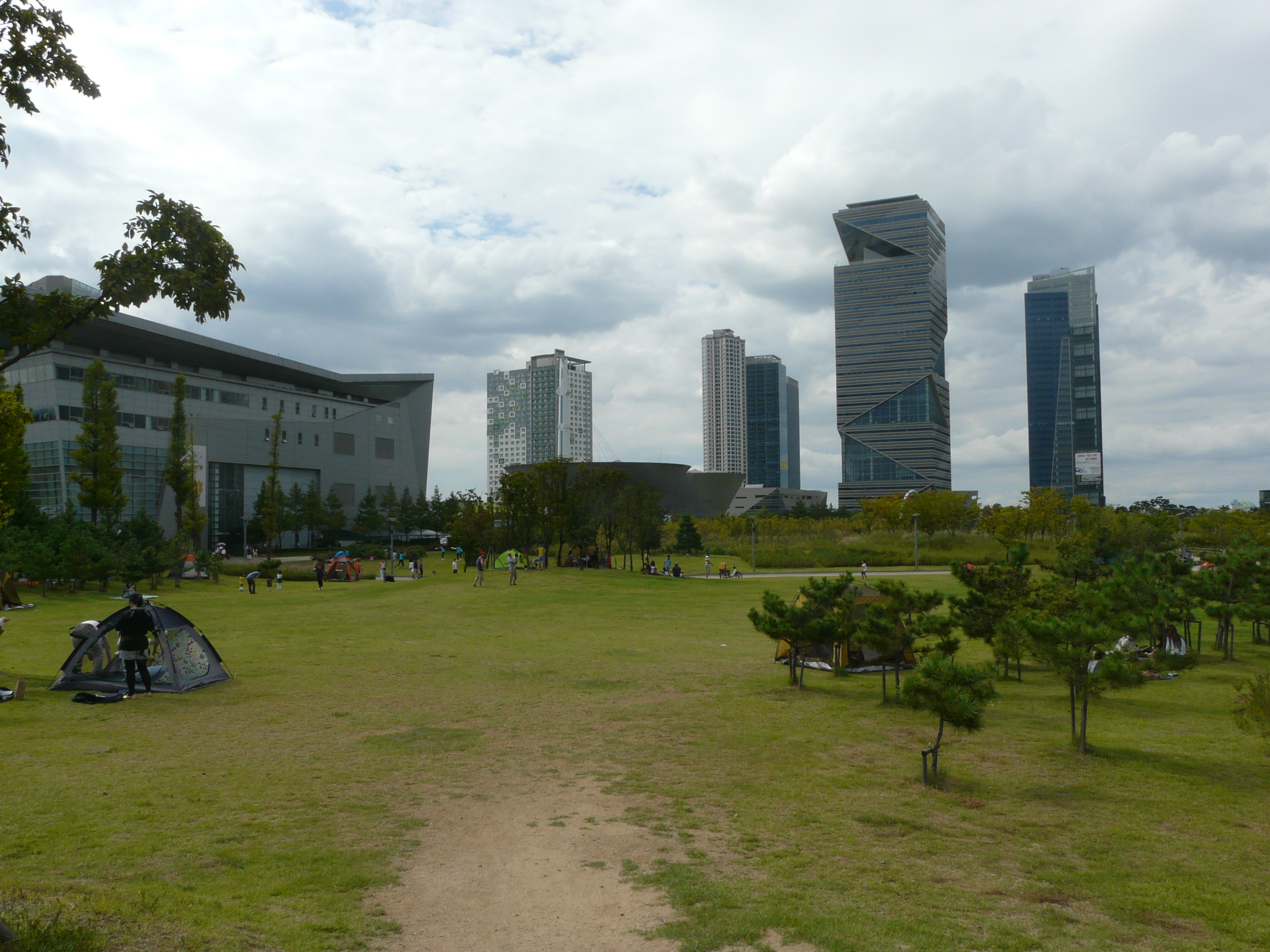
2015년 9월 6일
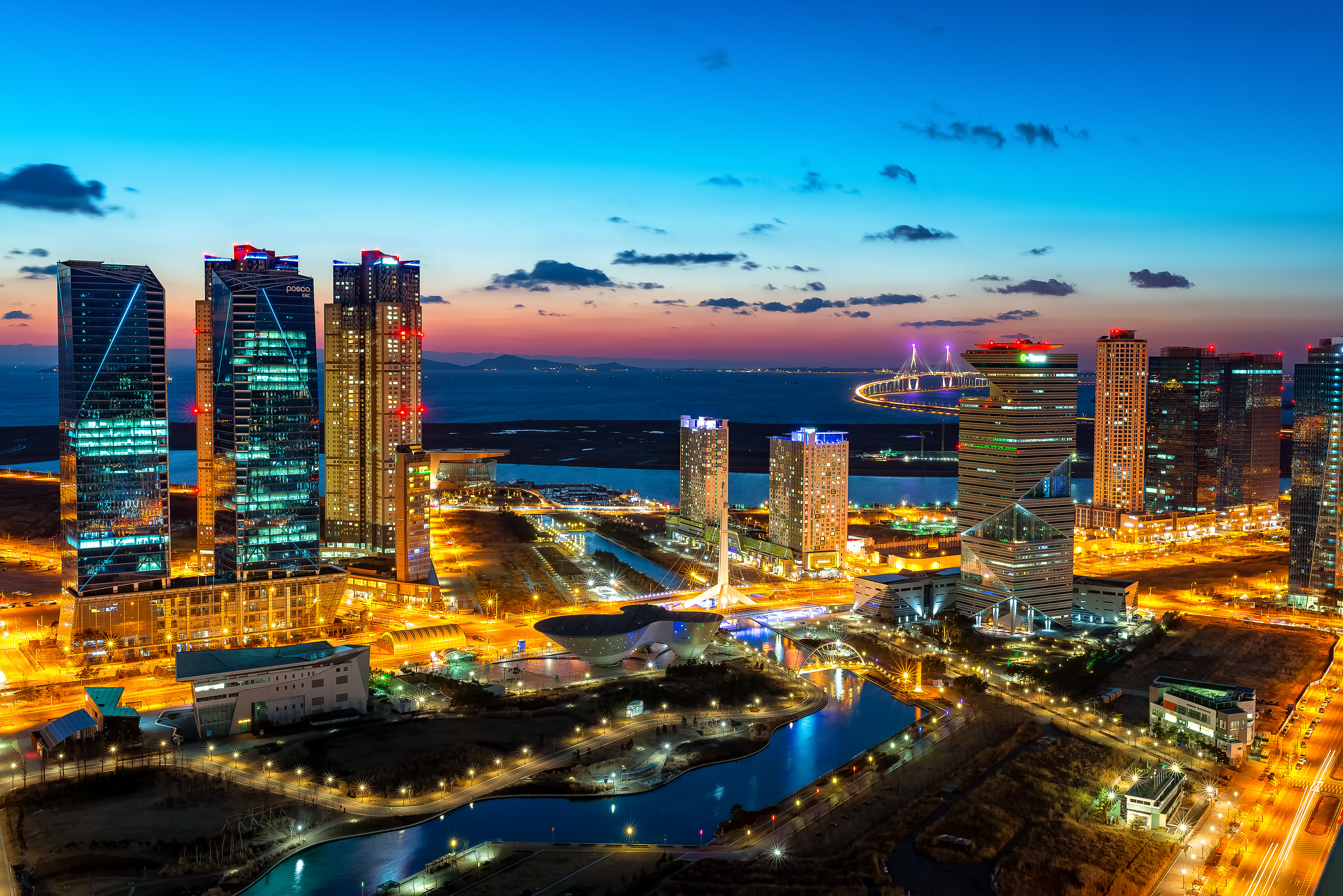
2017년 5월 4일

## 같이 보기
- 마천루 목록
- 인천광역시의 마천루 목록
- 동북아무역타워